# Isfara
Isfara (in tagico Исфара) è una città di 37 992 abitanti della regione di Suǧd, in Tagikistan.

## Links
- Isfara Online Portal, su isfara.com. URL consultato il 10 settembre 2018 (archiviato dall'url originale il 14 ottobre 2008).
- Isfara Photo Gallery, su photos.isfara.com.